# Camille Seynhaeve
Camille Jérome Seynhaeve (Dadizele, 13 oktober 1900 – Menen, 24 juni 1967) was een Belgisch senator.

## Levensloop
Camille Seynhaeve was een zoon van Charles Seynhaeve en Marie Vandewalle. Hij trouwde met Elvire Geldof.
Hij ging in Ledegem wonen, waar hij in 1939 tot gemeenteraadslid werd verkozen en dit bleef tot aan zijn dood. Vanaf 1946 was hij ook voorzitter van de lokale BSP-afdeling.
Van 1954 tot 1958 en van 1961 tot 1964 was hij provincieraadslid van West-Vlaanderen.
In 1964 volgde hij de ontslagnemende Jules Vermandele op als socialistisch senator voor het arrondissement Roeselare-Tielt. Hij vervulde dit mandaat slechts tot aan de wetgevende verkiezingen van 23 mei 1965.